# Dublje (gmina Svilajnac)
Dublje (cyr. Дубље) – wieś w Serbii, w okręgu pomorawskim, w gminie Svilajnac. W 2011 roku liczyła 1095 mieszkańców.